# Právo exilu
Právo exilu (ius exilii) bylo ve starověkém Římě právo souzeného člověka vybrat si místo trestu smrti dobrovolně exil. 
Právo musel využít ještě před tím, než došlo v comitiích k sečtení hlasů v otázce jeho viny, a pokud jej využil, změnil se trest na vyhnání odsouzeného do některého italského města. Příslušný magistrát vydal tzv. zákaz vody a ohně (interdictum aquae et ignis), což znamenalo, že vyhnaný ztratil římské občanství, pozbyl veškerá práva a byl mu zkonfiskován všechen majetek. Jestliže se v budoucnu odhodlal do Říma vrátit, mohl jej kdokoli beztrestně zabít. Na konci římské republiky mohlo být interdictum aquae et ignis uloženo i samostatně, bez předchozího dobrovolného rozhodnutí odsouzeného, což se za císařství změnilo v přímé deportace.